# Бертольд I (граф Тироля)
Бертольд I (нем. Berthold I; ок. 1120 — 7 марта 1180) — граф Тироля с 1165 года.
Младший сын графа Альбрехта I (ум. 1120/1125) и его жены Аделаиды фон Диссен-Андекс.
После отстранения от власти герцога Генриха Гордого (1139 год) Тироль стал практически независимым от Баварии.
С 1140 года Бертольд I — соправитель своего старшего брата Альбрехта II, а когда тот умер (1165 год), он стал единственным владетелем графства.

## Семья
Бертольд I был женат на своей родственнице Агнессе (1149—1207, имя и даты жизни предположительные), дочери графа Оттона I Ортенбургского — сына Альбрехта I Тирольского. Дети:
- Бертольд II (ум. 1181), граф Тироля
- Генрих I (ум. 1190/1202), граф Тироля.